# Terebra russetae
Terebra russetae é uma espécie de gastrópode do gênero Terebra, pertencente à família Terebridae.